# 1992–2002
1992–2002 – album kompilacyjny zespołu Underworld, wydany 3 listopada 2003 roku, zawierający jego największe przeboje z lat 1992–2002.
Wydawnictwo doszło do 3. miejsca na liście UK Independent Albums.

## Album

### Zawartość i wydania
Dwupłytowa kolekcja zawiera oryginalne, 12-calowe wersje prawie każdego singla. Zaczyna się od pary singli nagranych w 1992 roku pod szyldem Lemon Interrupt: „Bigmouth” i „Dirty”. Obok najbardziej znanych singli Underworld: „Mmm Skyscraper I Love You”, „Dirty Epic”, „Born Slippy” i „Pearls Girl”, znalazły się również takie single jak: „Rez” i „Spikee”, które nigdy nie pojawiły się na żadnym albumie.
Prapremiera albumu (w formie podwójnej płyty CD z dodatkową płytą DVD) miała miejsce 16 października 2003 roku w Japonii. W Wielkiej Brytanii i Europie album został wydany (jako podwójna płyta CD oraz jako poczwórna płyta winylowa) 3 listopada. 18 listopada album ukazał się w Stanach Zjednoczonych jako podwójna CD.

### Lista utworów
| 1. | Bigmouth                   | 10:07   |
|    |                            |         |
| 2. | Dirty                      | 10:18   |
|    |                            |         |
| 3. | Mmm Skyscraper I Love You  | 13:15   |
|    |                            |         |
| 4. | Rez                        | 9:57    |
|    |                            |         |
| 5. | Spikee                     | 12:30   |
|    |                            |         |
| 6. | Dirty Epic                 | 9:59    |
|    |                            |         |
| 7. | Dark And Long (Dark Train) | 10:51   |
|    |                            |         |
|    |                            | 1:16:57 |
|    |                            |         |

| 1. | Cowgirl                 | 8:29    |
|    |                         |         |
| 2. | Born Slippy Nuxx        | 7:34    |
|    |                         |         |
| 3. | Pearls Girl             | 9:39    |
|    |                         |         |
| 4. | Jumbo                   | 6:58    |
|    |                         |         |
| 5. | Push Upstairs           | 6:10    |
|    |                         |         |
| 6. | Moaner                  | 10:23   |
|    |                         |         |
| 7. | Shudder / King of Snake | 9:30    |
|    |                         |         |
| 8. | 8 Ball                  | 8:55    |
|    |                         |         |
| 9. | Two Months Off          | 9:08    |
|    |                         |         |
|    |                         | 1:16:46 |
|    |                         |         |

| 1. | Rez              | 9:54  |
|    |                  |       |
| 2. | Dark Train       | 9:55  |
|    |                  |       |
| 3. | Born Slippy Nuxx | 4:31  |
|    |                  |       |
| 4. | Jumbo            | 4:10  |
|    |                  |       |
| 5. | Two Months Off   | 3:59  |
|    |                  |       |
|    |                  | 32:29 |
|    |                  |       |

| 1. | Bigmouth                  | 10:07 |
|    |                           |       |
| 2. | Dirty                     | 10:18 |
|    |                           |       |
| 1. | Mmm Skyscraper I Love You | 13:15 |
|    |                           |       |
| 2. | Rez                       | 9:57  |
|    |                           |       |
|    |                           | 43:37 |
|    |                           |       |

| 1. | Spikee                     | 12:30 |
|    |                            |       |
| 2. | Dirty Epic                 | 9:59  |
|    |                            |       |
| 1. | Dark And Long (Dark Train) | 10:51 |
|    |                            |       |
| 2. | Cowgirl                    | 8:29  |
|    |                            |       |
|    |                            | 41:49 |
|    |                            |       |

| 1. | Born Slippy Nuxx | 7:34  |
|    |                  |       |
| 2. | Pearls Girl      | 9:39  |
|    |                  |       |
| 1. | Jumbo            | 6:58  |
|    |                  |       |
| 2. | Push Upstairs    | 6:10  |
|    |                  |       |
|    |                  | 30:21 |
|    |                  |       |

| 1. | Moaner                  | 10:23 |
|    |                         |       |
| 2. | Shudder / King Of Snake | 9:30  |
|    |                         |       |
| 1. | 8 Ball                  | 8:55  |
|    |                         |       |
| 2. | Two Months Off          | 9:08  |
|    |                         |       |
|    |                         | 37:56 |
|    |                         |       |

- autorzy: Underworld (oprócz „King of Snake”: Donna Summer, Giorgio Moroder, Pete Bellotte)
- producent – Rick Smith (utwory: 2–4, 2–5, 2–7 do 2–9), Underworld (utwory: 1–3, 1–6 do 2–3)
- inżynier – Mike Nielsen (utwory: 2–3 to 2–9), Rick Smith (utwory: 2–3 to 2–9)
- inżynier, miksowanie – Tom Morrison (utwory: 2–4 do 2–8)
- miksowanie – Mike Nielson (utwory: 2–4 to 2–9), Rick Smith (utwory: 2–4 to 2–9), Underworld (utwory: 1–7, 2–2)
- mastering – Miles Showell

## Odbiór

### Opinie krytyków
| Oceny łączne      | Oceny łączne |
| Publikacja        | Ocena        |
| ----------------- | ------------ |
| Album of the Year | 73/100       |
| Recenzje          |              |
| Publikacja        | Ocena        |
| AllMusic          | [ 1 ]        |
| RYM               | 4.02/5       |
| Sputnikmusic      | 4.2/5        |
| Uncut             | [ 9 ]        |

„Kompilacja przebojów Underworld 1992–2002 to wydawnictwo godne ich spuścizny” – twierdzi John Bush z AllMusic. Według niego lepsze od kompilacji są tylko „doskonałe albumy Underworld (Dubnobasswithmyheadman, Second Toughest in the Infants i Beaucoup Fish), których najlepsze [utwory] były niezrównanymi przykładami energii i tempa”.
„Niezależnie jednak od tego, czy jest to ich [Underworld] epitafium, czy też prowizorka, sugestywna tajemniczość, nowatorskie brudne linie bazowe, dziarskie bity i gwiezdnowojenny miejski romantyzm nadają tej płycie ponadczasowości, która umknęła ich współczesnym” – uważa Anthony Thornton z magazynu NME.
Zdaniem Raymonda Fiore z Entertainment Weekly na kompilacji widać „niektóre rażące pominięcia” (album Second Toughest in the Infants z 1996 roku jest reprezentowany tylko przez jeden utwór), to jednak „atrakcji nie brakuje. Od seksownej paranoi w 'Dirty Epic' do masywnego, basowego wigoru w 'Jumbo', utwory te wciąż atakują zmysły niczym fale magii techno”.
„Być może najbardziej imponującym osiągnięciem Underworld 1992 – 2002 jest to, że z jednej strony udaje się [na nim] zebrać w jednej antologii karnawał niesamowitych i eklektycznych utworów tanecznych, a z drugiej strony pokazać, że ta muzyka nie jest dziełem bezmyślnych kapitalistów tanecznych, którym zależy wyłącznie na sprzedawaniu muzyki raperom i rozkapryszonym klubowiczom. Kontrast dźwięków i tekstów zawartych na antologii świadczy o tym, że Underworld jest nie tylko jednym z najważniejszych elektronicznych zespołów ostatniej dekady, ale że Hyde i Smith potrafią bardzo inteligentnie odwzorować swoje syntezatorowe fuzje na tematach charakteryzujących życie i miłość w ośrodkach miejskich” – ocenia redakcja magazynu PopMatters.
Nieco odmienne zdanie wyraził zespół redakcyjny Uncut określając uczczenie swojej kariery muzycznej przez zespół jako coś w rodzaju stypy. „Mariaż poetyckiego wokalu Karla Hyde’a z szybującą elektroniką Darrena Emersona i Ricka Smitha pociągnął za sobą brytyjski boom taneczny lat 90. w kierunku dziwacznego zakończenia. Jednak w obliczu usychającego gatunku, wydawanie teraz Best Of jest przewrotne” – twierdzą autorzy.

### Listy tygodniowe
| Kraj              | Lista                       | Pozycja |
| ----------------- | --------------------------- | ------- |
| Belgia            | Ultratop (Flandria)         | 25      |
| Holandia          | Dutch Album Top 100         | 61      |
| Stany Zjednoczone | Top Dance/Electronic Albums | 13      |
| Szkocja           | Official Charts Company     | 38      |
| Wielka Brytania   | UK Albums Chart             | 43      |
| Wielka Brytania   | UK Independent Albums       | 3       |
| Wielka Brytania   | UK Physical Albums          | 43      |